# 今西登之彦
今西 登之彦（いまにし としひこ、1967年2月11日 - ）は、日本の歯科医師、空手家。神奈川県出身。ビジネスネームは今西 俊彦（いまにし としひこ）。
国際空手道連盟 極真会館（館長・松井章奎）医事委員会委員長、極真会館（松井派）横浜北支部支部長、株式会社極真会館メディカルマネジメント代表取締役、一般社団法人日本加圧トレーニング学会理事、日本一般臨床矯正研究会認定医。

## 主な戦績
- 第3回 全日本ウェイト制空手道選手権 軽量級 3位[1]
- 第5回 全日本ウェイト制空手道選手権 軽量級 3位[1]
- 第6回 全日本ウェイト制空手道選手権 軽量級 準優勝[1]
- 第20回 全日本空手道選手権大会 ベスト16[1]
- 第21回 全日本空手道選手権大会 ベスト16[1]
- シンガポール国際大会 マス大山カップ 軽量級 ベスト4[1]

## 学会・シンポジウム 講演活動

### 一般社団法人日本加圧トレーニング学会
- 「極真会館が取り組む加圧トレーニングによる介護予防」（2006年6月18日）[4]
- 「格闘技の競技力向上」（2008年2月16日）[5]
- 「高齢者・肥満・アスリートに対する加圧トレーニング」（2011年2月20日）[6]
- 「高齢者の適正圧の捉え方」（2012年10月14日）[7]
- 「安全に加圧トレーニングを行うための基礎知識とテクニック」（2014年10月19日）[8]
- 「高齢者」加圧医療を正しく理解する ～疾患のある人に対する加圧トレーニングを安全に行うために～（2016年10月30日）[9]
- 「有名インストラクターに聞く加圧の極意・秘伝技術」（2017年12月10日）